# Birkdale
Pour les autres significations, voir Birkdale (Nouvelle-Zélande).
Birkdale est un village et un quartier de la zone sud de la ville de Southport, dans le district métropolitain de Sefton dans le comté du Merseyside, au nord-ouest de l'Angleterre. Le village est situé sur la côte de la mer d'Irlande, à environ 1,6 km du centre de Southport. De 1894 à 1912, Birkdale et le village d'Ainsdale étaient gérés par le conseil de l'urbanisme de Birkdale avant de faire partie de la banlieue de Southport.
Au recensement de 2001, Southport compte 12 265 habitants.
Birkdale comprend trois établissements d'enseignement secondaire, le collège Christ the King Catholic High School, qui compte environ 1 200 élèves, le collège Birkdale High School pour les garçons, et le collège Greenbank High School pour les filles.
Malgré sa faible taille, Birkdale devient régulièrement un centre d'attention sportif en recevant l'Open Championship (open de golf). Le dernier en date étant le Royal Birkdale golf en juillet 2008. Le club sportif de squash de Southport et Birkdale fait partie de la ligue de squash de la région nord-ouest. Le club de football le plus important de Southport, le Birdale United AFC, a joué un rôle crucial dans l'entrainement de footballeurs connus de première ligue, tels que Dominic Matteao, Shaun Teale et Paul Dlgish.

## Personnalités
- Vera Holme (1881-1969), actrice britannique et suffragette, est née à Birkdale.